# 拉普蘭 (瑞典)

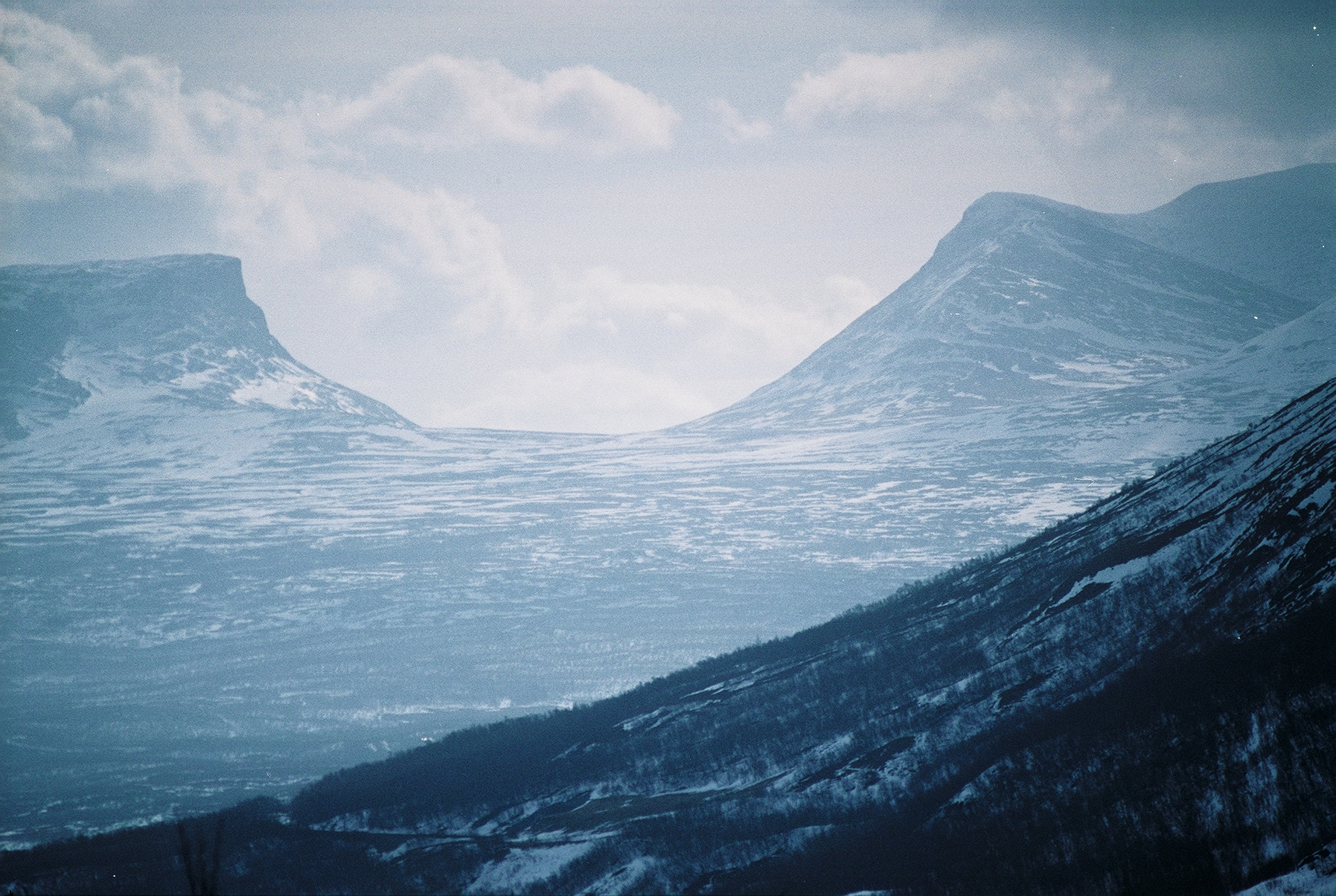
進入拉普蘭的象徵

拉普蘭（瑞典語：Lappland）是位於瑞典北部，諾爾蘭的一個舊省。與耶姆特蘭、翁厄曼蘭、西博滕、北博滕和挪威、芬蘭相鄰。拉普蘭占了瑞典陸地面積的近四分之一。後北半部被併入北博滕省，南半部則是被併入西博滕省。